# TSV St. Otmar Saint-Gall Handball
Maillots
Dernière mise à jour : 28 septembre 2014.
Le  TSV St. Otmar Saint-Gall Handball est la section handball du  club omnisports TSV St. Otmar Saint-Gall situé à Saint-Gall en Suisse. C'est l’une des plus titrées de Suisse. Elle évolue au sein de la Ligue suisse de handball.

## Histoire

### Les hommes
La section handball apparaît au sein du TSV St. Otmar Saint-Gall en 1942 grâce à l'initiative de Kurt Furgler qui deviendra par la suite un important homme politique Suisse. Participant tout d'abord au Championnat de Suisse de 3e division, l'équipe s'appuie sur Furgler, qui est à la fois entraîneur et capitaine, pour gravir les échelons du handball suisse au point de remporter plusieurs fois la victoire en championnat et en coupe de Suisse dans les années 1960. 
Si les cinq titres de Champion de Suisse entre 1964 et 1971 sont obtenus en handball à onze, le handball à sept, soit en handball moderne, se développe aussi et le TSV remporte son premier titre de Champion de Suisse en 1971. Le club remporte ainsi sept titres en trente ans tandis qu'en Coupe de Suisse, le club réalise deux doublés à vingt ans d'intervalle, l'un en 1980 et 1981 et l'autre en 2000 et 2001.
Sur le plan international, le club est connu pour être le seul club suisse à avoir atteint la finale de la plus prestigieuse des compétitions de handball pour club, la Coupe des clubs champions, lors de la saison 1981/1982. Lors de cette fameuse saison, le TSV battut les italiens du Cividin Trieste lors du tour préliminaire, les finlandais du Sjundea IF lors des huitièmes de finale, les Espagnols de l'Atlético de Madrid en quart de finale puis les Allemands du TV Großwallstadt en demi-finale. En finale face au club hongrois du Budapest Honvéd, ancien finaliste de cette même compétition, le TSV s'incline sévèrement 25 à 16 lors du match aller en Hongrie et s'il parvient à s'imposer 24 à 18 lors du match retour en Suisse, le club est défait sur un score cumulé de 43 à 40.
À noter également que le club réussit à parvenir en demi-finale de la Coupe Challenge en 2005.

### Les femmes
La section féminine n'apparait que bien plus tard, en 1981. Celle-ci parvient à remporter trois titres de Champion de Suisse en 1998, en 1999 et en 2005.

## Effectif actuel

### Personnalité liée au club
- Tomáš Babák, joueur de 2013 à 2016
- Per Carlén, entraîneur de 2006 à 2007
- Kurt Furgler, fondateur du club en 1942, joueur et entraineur
- Sead Hasanefendić, entraîneur en 1982
- Robert Hedin, entraîneur-joueur de 1998 à 2001
- Filip Jícha, joueur de 2003 à 2005
- Rareș Jurcă,  joueur de 2019 à 2021
- Ondřej Zdráhala, joueur depuis 2016

## Palmarès

### Masculin
| Compétitions internationales                                                                 | Compétitions nationales |
| - Coupe des clubs champions - Finaliste en 1982 - Coupe Challenge : - Demi-finaliste en 2005 | - Championnat de Suisse à onze (5) : 1964, 1968, 1969, 1970, 1971 - Championnat de Suisse (7) : 1971, 1973, 1974, 1981, 1982, 1986, 2001 - Coupe de Suisse (4) : 1980, 1981, 2000, 2001 |

### Féminin
| Compétitions nationales                                                           |
| - Championnat de Suisse (3) : 1998, 1999, 2005 - Coupe de Suisse (2) : 2000, 2007 |